# 斯坦尼斯瓦夫·莫克罗诺夫斯基

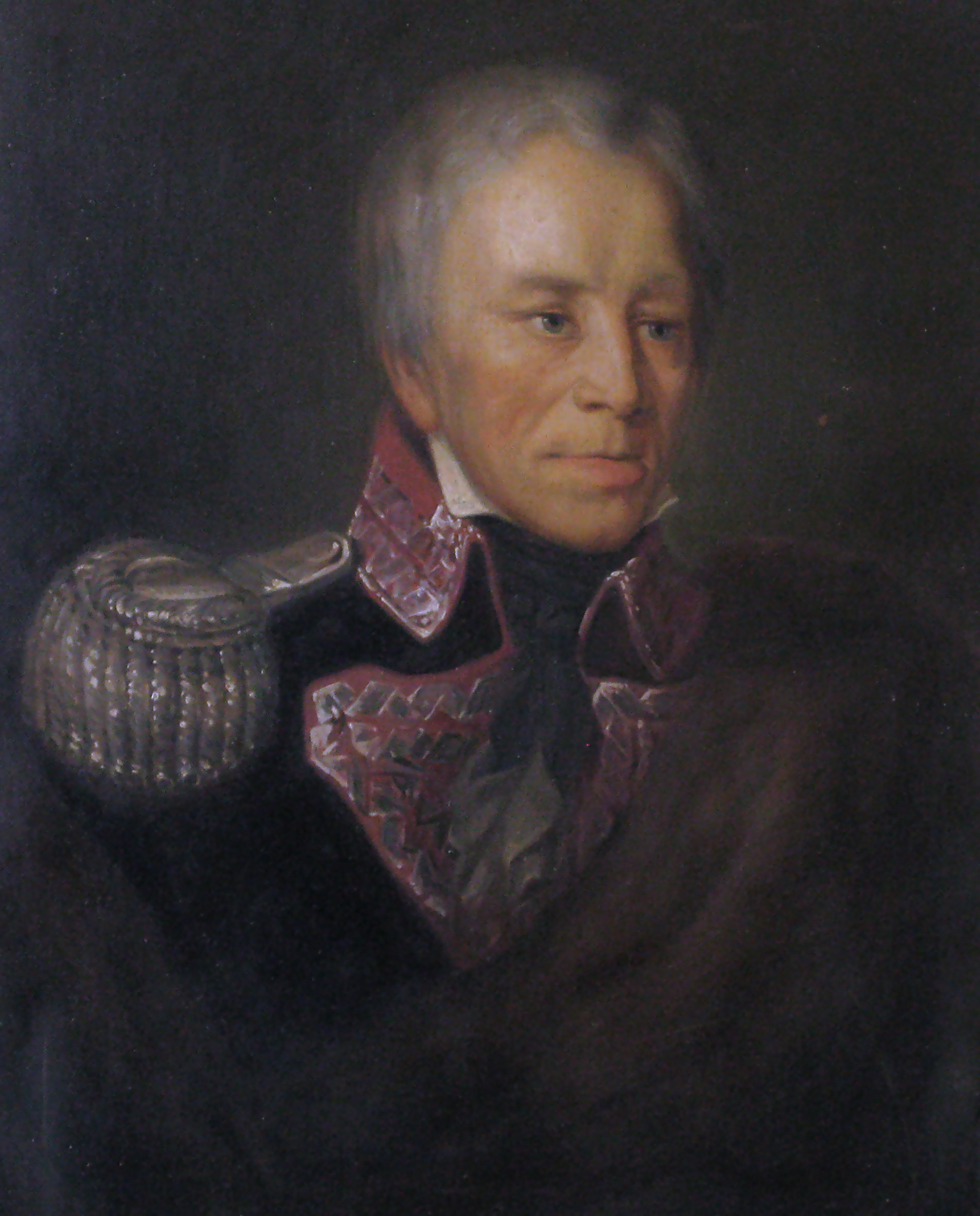
斯坦尼斯瓦夫·莫克罗诺夫斯基

斯坦尼斯瓦夫·莫克罗诺夫斯基（波蘭語：Stanisław Mokronowski，1761年1月10日—1821年10月19日）是博格里亚纹章下的著名波兰有地贵族。为波兰军队将军和王室管家，莫克罗诺夫斯基参与了1792年波俄战争（卫法战争）和1794年的科希丘什科起义。 
斯坦尼斯瓦夫·莫克罗诺夫斯基生于1761年，是卢德维克·莫克罗诺夫斯基（Ludwik Mokronowski）和约瑟法·内·乔斯诺夫斯卡（Józefa née Czosnowska）的儿子。在耶稣会学习后，他在华沙骑士学校（也被称为学生军训队）学习，并后来在巴黎学习。他在波军服役，但是它也在法军服役几年。他于1788年回到波兰，并在维绍格卢德瑟米克（地方议会）被选为国家瑟姆（议会）议员，于是他成为了著名的大瑟姆的议员。
在1792年俄波战争时，他升为中将（wicebrygadier），并在杰伦采战役成名后，晋升为中将。在1793年，他与玛利亚·玛利亚娜·桑古什科-科韦尔斯卡（Maria Marianna Sanguszko-Kowelska）结婚。
在1794年，他成为了华沙波军指挥官，并参与反抗驻华沙俄卫兵的华沙起义。俄军在两天内被击败，并在损失惨重的情况下从华沙撤军。在起义中他成为华沙与马佐夫舍公国的指挥官（komendant miasta Warszawy i Siły Zbrojnej Księstwa Mazowieckiego）。他被选入临时委员会（波兰语：Rada Zastępcza Tymczasowa），但因塔得乌什·科希丘什科对它的批评而被打入冷宫。作为司令，他在保卫华沙（布沃涅战役中的防卫指挥官）和立陶宛（那时他领导波军撤向华沙）时起到重要作用。他与亲王约泽夫·波尼亚托夫斯基、米哈乌·维尔霍尔斯基和欧斯塔黑·埃拉兹姆·桑古什科构成起义中的“宫廷”派。
在起义失败后，他退到意大利。在1804年他女儿安托妮娜·莫克罗诺夫斯基出生。他曾在死前短暂回到波兰。他受聘参与建造华沙约泽夫·波尼亚托夫斯基纪念碑。
在1792年，他成为第四位勇气勋章获得者（波兰最高等级勋章），仅次于亲王约泽夫·波尼亚托夫斯基、塔得乌什·科希丘什科和米哈乌·维尔霍尔斯基。